# Šri Lanka
Šri Lanka, službeno Demokratska Socijalistička Republika Šri Lanka je otočna država u južnoj Aziji. Zauzima otok Šri Lanku (u prošlosti zvan i Cejlon) te nekoliko manjih otočića u Indijskom oceanu, jugoistočno od Indijskog poluotoka.

## Zemljopis
Većinu zemlje zauzimaju nizine i brežuljkasta područja. Planine se nalaze samo u unutrašnjosti otoka, s najvišim vrhom Pidurutalagalom (2524 m). Klima je monsunska. Rijeke Mahawelli, Bala i Gelani obiluju vodom samo u kišno doba godine. Tropska je vegetacija veoma bujna, a pješčane obale obrasle su mangrovama. Godišnja količina oborina u jugoistočnim krajevima je oko 5 000 mm, a u sjevernima 1 000 mm. Prosječna godišnja temperatura na 1000 m visine je 24,5, a u primorskoj ravnici 27,3 Celzijevih stupnjeva.
Flora i fauna su slične indijskoj, međutim 23 % biljaka i 16 % sisavaca su endemi. Slonova je do 19. stoljeća bilo oko 20 000, a danas ih ima tek oko 3500. Od divljih mačaka najveći su leopardi, a tigrovi su iščezli. Na otoku je potvrđeno 26 endemskih vrsta ptica, no većina je ugrožena naglim pustošenjem šuma i presušivanjem riječnih tokova. Poznati endemi su crvenoglava i plavoglava malkoha. Preko 190 vrsta selica zaustavlja se na Šri Lanki tijekom svog putovanja. Od gmazova se nalazi više od 90 vrsta zmija, od čega pet otrovnica među kojima je najpoznatija kobra. Tu je i veliki broj raznih guštera, paukova iz roda crne udovice, stonoga iznimne veličine i brzine kretanja, krokodila i kornjača. Na otoku postoji preko 250 vrsta žaba, te s preko 3,7 vrsta po četvornom kilometru ili 7 % ukupnog broja vrsta uopće je ovim vodozemcima najbrojnije stanište.
Na otoku raste više od 15 vrsta riže, a od voća najraširenije su vrste ananas, marakuja, mogranj, papaja, avokado, mango, nekoliko vrsta guave, više od deset vrsta banana te mnoge egzotične endemske vrste. Na sjeverozapadu raste većina od 10 000 000 stabala kokosa. U prehrani stanovništva najkorištenije ribe i morski plodovi su sleđevi, palamide, morski psi, cipoli, specifične vrste, rakovi, sipe, jastozi i tigrasti škampi. Najpoznatije jelo šrilankanske kuhinje je kotu.

## Povijest
Otok Cejlon stari zemljopisci su poznavali pod nazivom Taprobane(od sanskrtskog Tamrapani ) te Salike ili Serinda (iz sanskrtskog Sinhaladnipa tj. "otok lavova")
Pretpostavlja se da su se danas većinski Sinhalezi doselili na Šri Lanku pri kraju 6. stoljeća pr. Kr. Nakon što je u 3. stoljeću pr. Kr. iz Indije uvezen Budizam nastale su značajne civilizacije sa središtima u Anuradhapuri (oko 200. pr. Kr. – oko 1000 p. Kr.) i Polonnaruwi (oko 1070. – 1200.).
Na otok su se s indijskog kopna doselili i Tamili koji su se nastanili uglavnom na sjeveru i duž obala. Broj doseljenika i vrijeme migracije još su uvijek predmet rasprave. Singalezi i Tamili povremeno su se sukobljavali oko prevlasti na otoku.
U srednjem vijeku su ga opisali Marko Polo i Ibn Battuta.
Prvi europski kolonizatori, Portugalci došli su 1505. i osnovali grad Colombo Kasnije u došli i Nizozemci u 17. stoljeću ograničili su se na zauzimanje obalnih područja, a unutrašnjost je ostala uglavnom neovisna s glavnim gradom u Kandyju. Sukob Portugalaca i Nizozemaca je završio 1658. u korist Nizozemaca. Širenje britanskog carstva i moći u Indiji dovelo je do prvih sukoba Britanaca i Nizozemaca, no Nizozemci su se uspjeli održati do kraja 18. stoljeća. Kad je Nizozemska osvojena od Francuske i i pretvorena u Batavijsku Republiku (1795.) Britanci su krenuli u opći napad na nizozemske kolonije koje su uspjeli osvojiti 1796. čime je otok postao je dio Britanskog Imperija . Mirom u Amiensu takvo de facto stanje je potvrđeno.
Nakon neovisnosti dominantnu ulogu u politici zemlje imala je sinhaleška većina, koja je ukinula engleski jezik kao službeni, te proglasila sinhaleški jedinim službenim jezikom, iako njime ne govori trećina stanovništva otoka, što je dovelo do nezadovoljstva Tamila i njihove otvorene pobune 1983. pod vodstvom gerilske skupine Tamilskih tigrova.
Dana 19. svibnja 2009. godine, predsjednik Šri Lanke službeno potvrdio kraj pobune i pobjedu vojske Šri Lanke.
Šri Lanka je jedna od zemalja najteže pogođenih tsunamijem u prosincu 2004. Poginulo je više od 30 000 ljudi.

## Stanovništvo
Dvije najveće zajednice su Sinhalezi, uglavnom Budisti (75 %) i Tamili čija je religija tradicionalno Hinduizam (18 %). Na otoku živi i značajna sunitska muslimanska zajednica (7 %) čiji pripadnici govore tamilskim jezikom.

### Etnička struktura
| Sinhalezi [%]                                                                               | Domaći tamili [%] | Indijski Tamili [%] | Šrilankanski Mauri [%] | Burgheri [%] |
| ------------------------------------------------------------------------------------------- | ----------------- | ------------------- | ---------------------- | ------------ |
|                                                                                             |                   |                     |                        |              |
| Glavne etničke skupine u Šri Lanki. Prikazani postoci su iz 2001. tj 1981. (kurziv). popis. |                   |                     |                        |              |

Stanovništvo u razdoblju 1881. do 2001.
| Godina         | Sinhalezi  | Sinhalezi | Domaći Tamili1 | Domaći Tamili1 | Indijski Tamili1 | Indijski Tamili1 | Mauri     | Mauri | Ostali  | Ostali | Ukupno     | Ukupno  |
| Godina         | No.        | %         | No.            | %              | No.              | %                | No.       | %     | No.     | %      | No.        | %       |
| -------------- | ---------- | --------- | -------------- | -------------- | ---------------- | ---------------- | --------- | ----- | ------- | ------ | ---------- | ------- |
| 1881. popis    | 1,846,600  | 66.91%    | 687,200        | 24.90%         |                  |                  | 184,500   | 6.69% | 41,400  | 1.50%  | 2,759,700  | 100.00% |
| 1891. popis    | 2,041,200  | 67.86%    | 723,900        | 24.07%         |                  |                  | 197,200   | 6.56% | 45,500  | 1.51%  | 3,007,800  | 100.00% |
| 1901. popis    | 2,330,800  | 65.36%    | 951,700        | 26.69%         |                  |                  | 228,000   | 6.39% | 55,500  | 1.56%  | 3,566,000  | 100.00% |
| 1911. popis    | 2,715,500  | 66.13%    | 528,000        | 12.86%         | 531,000          | 12.93%           | 233,900   | 5.70% | 98,000  | 2.39%  | 4,106,400  | 100.00% |
| 1921. popis    | 3,016,200  | 67.05%    | 517,300        | 11.50%         | 602,700          | 13.40%           | 251,900   | 5.60% | 110,600 | 2.46%  | 4,498,600  | 100.00% |
| 1931. procjena | 3,473,000  | 65.45%    | 598,900        | 11.29%         | 818,500          | 15.43%           | 289,600   | 5.46% | 126,000 | 2.37%  | 5,306,000  | 100.00% |
| 1946. popis    | 4,620,500  | 69.41%    | 733,700        | 11.02%         | 780,600          | 11.73%           | 373,600   | 5.61% | 148,900 | 2.24%  | 6,657,300  | 100.00% |
| 1953. popis    | 5,616,700  | 69.36%    | 884,700        | 10.93%         | 974,100          | 12.03%           | 464,000   | 5.73% | 158,400 | 1.96%  | 8,097,900  | 100.00% |
| 1963. popis    | 7,512,900  | 71.00%    | 1,164,700      | 11.01%         | 1,123,000        | 10.61%           | 626,800   | 5.92% | 154,600 | 1.46%  | 10,582,000 | 100.00% |
| 1971. popis    | 9,131,300  | 71.96%    | 1,424,000      | 11.22%         | 1,174,900        | 9.26%            | 828,300   | 6.53% | 131,400 | 1.04%  | 12,689,900 | 100.00% |
| 1981. popis    | 10,979,400 | 73.95%    | 1,886,900      | 12.71%         | 818,700          | 5.51%            | 1,046,900 | 7.05% | 114,900 | 0.77%  | 14,846,800 | 100.00% |
| 1989. procjena | 12,437,000 | 73.92%    | 2,124,000      | 12.62%         | 873,000          | 5.19%            | 1,249,000 | 7.42% | 142,000 | 0.84%  | 16,825,000 | 100.00% |
| 2001. popis2   |            |           |                |                |                  |                  |           |       |         |        |            |         |
| Izvori:        |            |           |                |                |                  |                  |           |       |         |        |            |         |

1 Indijski Tamili su bili označeni kao posebna etnička skupina od 1911. nadalje.

### Vjerska struktura
| Budizam [70%]                                                                               | Hinduizam [15%] | Islam [7.5%] | kršćanstvo[7.5%] |
| ------------------------------------------------------------------------------------------- | --------------- | ------------ | ---------------- |
|                                                                                             |                 |              |                  |
| Vjerska raspodjela. Udjeli navedeni su iz 1981. osim onih navedenih u kurzivu koji su iz. . |                 |              |                  |

Stanovništvo u razdoblju od 1881. do 2001. prema religijskoj pripadnosti
| Godina         | budisti    | budisti | hindusi   | hindusi | Muslimani | Muslimani | kršćani   | kršćani | ostali | ostali | Ukupno     | Ukupno  |
| Godina         | No.        | %       | No.       | %       | No.       | %         | No.       | %       | No.    | %      | No.        | %       |
| -------------- | ---------- | ------- | --------- | ------- | --------- | --------- | --------- | ------- | ------ | ------ | ---------- | ------- |
| 1881. popis    | 1,698,100  | 61.53%  | 593,600   | 21.51%  | 197,800   | 7.17%     | 268,000   | 9.71%   | 2,300  | 0.08%  | 2,759,800  | 100.00% |
| 1891. popis    | 1,877,000  | 62.40%  | 615,900   | 20.48%  | 212,000   | 7.05%     | 302,100   | 10.04%  | 800    | 0.03%  | 3,007,800  | 100.00% |
| 1901. popis    | 2,141,400  | 60.06%  | 826,800   | 23.19%  | 246,100   | 6.90%     | 349,200   | 9.79%   | 2,500  | 0.07%  | 3,566,000  | 100.00% |
| 1911. popis    | 2,474,200  | 60.25%  | 938,300   | 22.85%  | 283,600   | 6.91%     | 409,200   | 9.96%   | 1,100  | 0.03%  | 4,106,400  | 100.00% |
| 1921. popis    | 2,769,800  | 61.57%  | 982,100   | 21.83%  | 302,500   | 6.72%     | 443,400   | 9.86%   | 800    | 0.02%  | 4,498,600  | 100.00% |
| 1931. procjena | 3,266,600  | 61.55%  | 1,166,900 | 21.99%  | 354,200   | 6.67%     | 518,100   | 9.76%   | 1,100  | 0.02%  | 5,306,900  | 100.00% |
| 1946. popis    | 4,294,900  | 64.51%  | 1,320,400 | 19.83%  | 436,600   | 6.56%     | 603,200   | 9.06%   | 2,200  | 0.03%  | 6,657,300  | 100.00% |
| 1953. popis    | 5,209,400  | 64.33%  | 1,610,500 | 19.89%  | 541,500   | 6.69%     | 724,400   | 8.95%   | 12,100 | 0.15%  | 8,097,900  | 100.00% |
| 1963. popis    | 7,003,300  | 66.18%  | 1,958,400 | 18.51%  | 724,000   | 6.84%     | 884,900   | 8.36%   | 11,400 | 0.11%  | 10,582,000 | 100.00% |
| 1971.. popis   | 8,536,800  | 67.27%  | 2,238,600 | 17.64%  | 901,700   | 7.11%     | 1,004,300 | 7.91%   | 8,400  | 0.07%  | 12,689,800 | 100.00% |
| 1981. popis    | 10,288,300 | 69.30%  | 2,297,800 | 15.48%  | 1,121,700 | 7.56%     | 1,130,600 | 7.62%   | 8,300  | 0.06%  | 14,846,700 | 100.00% |
| 2001. popis1   |            |         |           |         |           |           |           |         |        |        |            |         |
| Izvor:         |            |         |           |         |           |           |           |         |        |        |            |         |

## Gospodarstvo
U gospodarstvu Šri Lanke tradicionalno je najznačajniju ulogu imala plantažna poljoprivreda (čaj, guma, cimet). Nakon liberalizacije i privatizacije gospodarstva u protekla dva desetljeća u prvi plan je izbila tekstilna industrija i proizvodnja hrane, kao i snažni uslužni sektor (financije, telekomunikacije). BDP po stanovniku u 2004. bio je oko 4000 USD, mjereno po PPP-u. Šri Lanka je najveći izvoznik crnog čaja (čini 24,5 % ukupnog svjetskog izvoza), svijetlog i smeđeg kaučuka, cimeta (pokriva 90 % ukupnog svjetskog izvoza) i smeđih kokosovih vlakana (pokriva 1/3 ukupne svjetske proizvodnje). Drugi je najveći izvoznik sušenog kokosa čime pokriva 30 % ukupnog svjetskog izvoza. Izvoze se čaj, guma, kokos, odjeća, drago kamenje, sušeni kokos, cimet, keramički proizvodi, proizvodi od drveta, konfekcija, kokosova vlakna, aktivni ugljen, proizvodi od kože i kovina. Među industrijskim proizvodima prevladavaju konzervirano voće, cement, keramičko posuđe, kozmetički preparati, mliječni proizvodi, dijamanti (rezanje i brušenje), obuća, modni dodaci i ukrasi, rukavice, ručni rad, proizvodi od gume, drvo i proizvodi od drveta, papir i proizvodi od papira.
Uvoze se strojevi i oprema, naftni derivati, motorna vozila, sintetički materijali, umjetno gnojivo, kemikalije, građevni materijal i prehrambene namirnice. Pomorski promet je dobro razvijen, a glavne luke su Colombo, Trincomalee i Balle. Ukupan lučki promet 2004. godine iznosio je 40 900 000 tona. Međunarodne zračne luke u zemlji su Colombo (Kutunayake, Tathmalana), Trincomalee, Jaffna, Puttalam i Batticoloa. Šri Lanka ima 97 286 km cesta, od toga 2002. 78 802 km asfaltiranih. Godine 2006. bilo je 1449 km željezničke pruge.

## Vanjske poveznice
Vlada
- Službena web stranica Šrilankanske vlade  Arhivirana inačica izvorne stranice od 10. kolovoza 2015. (Wayback Machine)
- Vladin web portal
- Ministarstvo obrane
- Predsjednikov ured  Arhivirana inačica izvorne stranice od 25. kolovoza 2007. (Wayback Machine)
- Ministarstvo financija
- Središnja banka Šri Lanke
- Ured za infrastrukturu  Arhivirana inačica izvorne stranice od 6. siječnja 2009. (Wayback Machine)
- Burza u Colombu
- Sri Lanka Telecom
- Institut za znanstvena i industrijska istraživanja  Arhivirana inačica izvorne stranice od 23. studenoga 2005. (Wayback Machine)
- Sri Lankan Airlines  Arhivirana inačica izvorne stranice od 13. kolovoza 2006. (Wayback Machine)
- Columbska luka

Turizam
- Turistička zajednica Šri Lanke  Arhivirana inačica izvorne stranice od 30. svibnja 2014. (Wayback Machine)
- Ministarstvo turizma  Arhivirana inačica izvorne stranice od 14. listopada 2008. (Wayback Machine)

Sestrinski projekti
|  | Zajednički poslužitelj ima stranicu o temi Šri Lanka    |
|  | Zajednički poslužitelj ima još gradiva o temi Šri Lanka |
|  | Wječnik ima rječničku natuknicu Šri Lanka               |